# Bachok (district)
Bachok is een district in de Maleisische deelstaat Kelantan.
Het district telt 133.000 inwoners op een oppervlakte van 260km².